# بيدرو لويس بيريرا دي سوزا
بيدرو لويس بيريرا دي سوزا هو دبلوماسي وكاتب وصحفي وشاعر وسياسي برازيلي، ولد في 13 ديسمبر 1839 في أرارواما في البرازيل، وتوفي في 16 يوليو 1884 في Bananal, São Paulo ‏ في البرازيل. انتخب عضو مجلس النواب البرازيلي ‏.